# Balança fiscal de Catalunya amb Espanya
La balança fiscal de Catalunya amb l'Administració Estatal es defineix com:
La diferència entre els impostos i cotitzacions socials que es paguen (suporten els residents) a Catalunya, i els recursos públics que es destinen, retornen o reverteixen a Catalunya, referits a un any determinat. S'ha de tenir en compte el principi d'ordinalitat.
- Els Impostos principals són el de la Renda (IRPF), l'IVA, i Impost de Societats (sobre els Beneficis empresarials)
- I els recursos públics (o part de l'anterior) que retorna directament o indirecta es componen de: 
  - R1) Transferències de l'Administració Central a la Generalitat (Sistema de Finançament Autonòmic*);
  - R2) Transferències de l'Administració Central als Ajuntaments de Catalunya;
  - R3) Despeses directes de l'Administració Central en el territori de Catalunya (Inversions en infraestructures, principalment);
  - R4) Pensions, Subsidis d'Atur, i d'altres; i
  - R5) Part proporcional corresponent a Catalunya (segons població) de les despeses centrals estatals.

(*) Aquests diners arriben per dues vies: R1a, La Generalitat rep mensualment una part de la recaptació dels impostos IRPF (Renda) i IVA. Posteriorment, el Ministeri liquida la diferència que correspon a Catalunya segons el Sistema de Finançament Autonòmic.
Tant la Generalitat (Departament d'Economia i Finances) com el Ministeri d'Hisenda han publicat càlculs de la Balança Fiscal per a determinats anys (en el cas del Ministeri, per a totes les Comunitats Autònomes *). També hi han càlculs per part de professionals acadèmics, i institucions com a FEDEA i el servei d'estudis del BBVA (vegeu més avall).

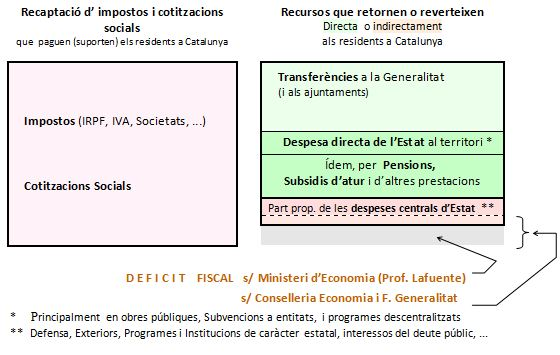
Balança Fiscal Catalunya vs Administració Central

Les dades de les que parteixen són les mateixes: Els 'Comptes Territorialitzats anuals', per Comunitats Autònomes, que elabora el Ministeri, a partir de les liquidacions dels pressupostos públics anuals. Les diferències que es poden apreciar segons autors/informes són, doncs, degudes a (1) criteris d'assignació territorial. Principalment, sobre què s'inclou com a retorn indirecte', R5. Un altre motiu de xifres (molt) diferents és si un informe, estudi o xifra es refereix al Saldo Fiscal Brut (abans de descomptar el retorn indirecte, R5, i fer ajustaments menors; pràctica coneguda com aplicar el mètode de fluxos monetaris)#, o be al Saldo Fiscal Net (després de descomptar el retorn indirecte, R5; el que també es coneix com a aplicar el mètode càrrega/benefici).
(*) : En calcular el Ministeri els Saldos Fiscals per a totes les Comunitats Autònomes, assignant comptablement una part de les Despeses Centrals a cada Comunitat Autònoma, per a algunes el saldo resultant és negatiu (és a dir, dèficit: més Impostos suportats que Recursos retornats directament o indirecta), i per a d'altres, positiu (és a dir, superàvit). Un dèficit és la mesura de la contribució de la CA en qüestió a la solidaritat interterritorial (contribuent neta). Un superàvit és la mesura de la solidaritat interterritorial que ha rebut la corresponent CA (receptora neta). Catalunya, Madrid, i València venen estan regularment entre les CA contribuents.
(#) L'anomenat mètode dels fluxos monetaris es diferencia bàsicament*** en no comptar com a 'recursos que retornen' les despeses que no s'han fet materialment al territori de la C.A. (en aquest cas, a Catalunya). Això vol dir, a grans trets, no comptar (la part proporcional de) les despeses centrals estatals.
(*** més alguns ajustaments menors, pel mateix criteri de: a quin territori es fa una despesa especial, o repercuteix (quin territori suporta) un específic impost o cotització).

## Dades més recents

### Saldo Fiscal (Dèficit net)
Ministeri i Generalitat es basen de fet en les mateixes dades de base (“Sistema de Cuentas Públicas Territorializadas”). No obstant això, no arriben exactament a la mateixa xifra. Les darreres dades comparables disponibles (en el moment de redactar aquest escrit) són les publicades al Juliol de 2017, referides a l'any 2014 [1], [2]. Posteriorment (gener 2020), la Generalitat –però no el Ministeri– ha publicat els seus càlculs per als anys 2015 i 2016 [3].
| Any | 2014      | 2014        | 2015      | 2015        | 2016      | 2016        |
| | Ministeri | Generalitat | Ministeri | Generalitat | Ministeri | Generalitat |
| --- | --------- | ----------- | --------- | ----------- | --------- | ----------- |
| Dèficit * (milions d'€) | 4.046     | 6.144       | n.p.      | 8.430       | n.p.      | 7.981       |
| % sobre el PIB català | 2,1%      | 3,1%        |           | 4,1%        |           | 3,8%        |
| (*) definició habitual = esquema de dalt ('càrrega-benefici'), o, en d'altres termes: Contribució a la solidaritat interterritorial a Espanya; |           |             |           |             |           |             |
| n.p. = no publicat (a data de juny 2020) |           |             |           |             |           |             |

Motiu de la diferència (any 2014): Tot i treballar sobre les mateixes xifres de base, no arriben al mateix saldo (la  Generalitat uns 2.100 milions € més de dèficit). L'explicació és que la Generalitat no considera determinades despeses estatals centrals (la respectiva part proporcional, segons població) com a retorn indirecte per a Catalunya. Una diferència de càlculs similar s'observa per a anys anteriors.

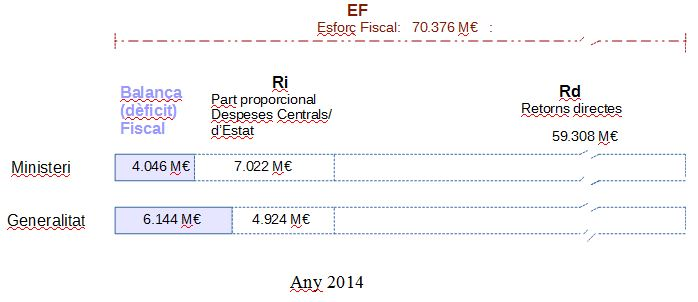
Resum Balança Fiscal de Catalunya amb l'Administració Central, segons Genberalitat i segons Ministeri d'Hisenda: Exemple, any 2014

[2] “Els resultats de la balança fiscal de Catalunya amb el sector públic central els anys 2013 i 2014”; Generalitat de Catalunya, Departament de Vicepresidència i d'Economia i Hisenda; Desembre 2017.
[3] “Els resultats de la balança fiscal de Catalunya amb el sector públic central els anys 2015 i 2016”, Generalitat de Catalunya, Departament de Vicepresidència i d'Economia i Hisenda, Gener 2020. 

### Saldo monetari (Dèficit brut)
Un càlcul alternatiu, aplicat també i especialment per la Generalitat,' consisteix en no incloure com a retorn aquelles despeses de l'Administració Central assignables a Catalunya que no es gasten directament al territori. El que a la pràctica bàsicament vol dir, no comptar la part proporcional de les despeses estatal centrals (requadre ombrejat en rosa en l'esquema). Aquesta pràctica de no comptar aquest retorn indirecte és el que tècnicament es coneix com a ‘mètode dels fluxos monetaris. Així, del darrer informe de la Generalitat [3] es desprèn: 
| | 2014      | 2015      | 2016      |
| --- | --------- | --------- | --------- |
| Saldo fiscal pròpiament dit, o saldo net (dèficit)                                                         | 6.144 M€  | 8.430 M€  | 7.981 M€  |
| Despeses estatals centrals assignables a Catalunya; per tant, no gastades monetàriament al propi territori | 4.924 M€  | 5.950 M€  | 4.508 M€  |
| Suma (saldo brut, o de ‘fluxos monetaris')                                                                 | 11.068 M€ | 14.380 M€ | 12.489 M€ |

Aquest càlcul de ‘fluxos monetaris' no és habitual entre els especialistes en  balances fiscals en entorns federals. Sí és una pràctica, preferent, en els informes i notes de premsa de la Conselleria d'Economia de la Generalitat.

### Saldo hipotètic
Als informes de la Generalitat també apareixen unes xifres més altes que corresponen a calcular un dèficit brut hipotètic; (els responsables dels informes fan servir justament la paraula 'hipòtesis': Informe citat [3], p. 16). Equival a contestar la següent pregunta (p.e., per a l'any 2016): “quin hagués estat al 2016 el dèficit fiscal brut de Catalunya si, el 2016, l'Estat hagués apujat els impostos en la quantia necessària per tal que –tot mantenint les mateixes despeses totals– el pressupost global de l'Administració Central hagués quedat equilibrat (i, per tant, l'Estat no s'hagués hagut d'endeutar)?” (Es refereix al desequilibri pressupostari estatal que cada any Espanya ha de negociar i comprometre’s amb la Comissió Europea). En tal hipotètic escenari d'una política estatal de ‘dèficit pressupostari (estatal) cero’ la càrrega fiscal sobre cada Comunitat Autònoma hauria estat superior. I en el cas de Catalunya, de 4.312 M€ més. I, per tant, el seu dèficit fiscal brut hauria estat de 12.489 + 4.312= 16.801 M€**. Es tracta doncs d'una xifra purament hipotètica; doblement, perquè la hipòtesi en qüestió, per al 2016, òbviament no es va donar.
(**: Els tècnics que fan tal operació de sumar una xifra hipotètica l'anomenen “neutralització (del dèficit fiscal brut) per dèficit central, estatal, equilibrant via ajustament dels ingressos”, el que també és etiquetat com a ‘dèficit brut relatiu’. Una variant de la referida hipòtesis és la de l'anomenat '"dèficit a crèdit": )

## Dades històriques, segons "Mètode"

### Càrrega - Benefici (Saldo fiscal Net)
(=): Tenint en compte la part proporcional de les despeses Estatals centrals, no territorializables
| Document | Any de l'estudi | Anys estudiats | 1991 | 1992 | 1993 | 1994 | 1995  | 1996  | 1997  | 1998  | 1999  | 2000  | 2001  | 2002  | 2003  | 2004  | 2005  | 2006 | 2007 | 2008 | 2009 |
| -------- | --------------- | -------------- | ---- | ---- | ---- | ---- | ----- | ----- | ----- | ----- | ----- | ----- | ----- | ----- | ----- | ----- | ----- | ---- | ---- | ---- | ---- |
| [ 2 ]    | 2007            | 1991-2005      |      |      |      |      | -3.36 | -4.20 | -3.92 | -4.29 | -5.85 | -5.97 | -6.17 | -6.56 | -5.78 | -5.54 |       |      |      |      |      |
| [ 3 ]    | 2008            | 2002-2005      |      |      |      |      |       |       |       |       |       |       |       | -6.7  | -6.1  | -6.3  | -7.4  |      |      |      |      |
| [ 4 ]    | 2008            | 2005           |      |      |      |      |       |       |       |       |       |       |       |       |       |       | -6.38 |      |      |      |      |
| [ 5 ]    | 2012            | 2006-2009      |      |      |      |      |       |       |       |       |       |       |       |       |       |       |       | -5.6 | -5.6 | -5.9 | -5.8 |

### Fluxos Monetaris (= Saldo fiscal brut)
(=) sense comptar la part proporcional de les despeses estatals centrals, no territorializables) 
| Document | Any de l'estudi | Anys estudiats | 1995 | 1996 | 1997 | 1998 | 1999 | 2000 | 2001 | 2002 | 2003 | 2004  | 2005  | 2006 | 2007 | 2008 | 2009 |
| -------- | --------------- | -------------- | ---- | ---- | ---- | ---- | ---- | ---- | ---- | ---- | ---- | ----- | ----- | ---- | ---- | ---- | ---- |
| [ 6 ]    | 2008            | 1995-2005      | -6.8 | -6.5 | -7.0 | -7.2 | -7.7 | -7.2 | -7.6 | -7.4 | -9.1 | -10.2 |       |      |      |      |      |
| [ 3 ]    | 2008            | 2002-2005      |      |      |      |      |      |      |      | -9.2 | -8.5 | -8.5  | -9.8  |      |      |      |      |
| [ 4 ]    | 2008            | 2005           |      |      |      |      |      |      |      |      |      |       | -8.69 |      |      |      |      |
| [ 5 ]    | 2012            | 2006-2009      |      |      |      |      |      |      |      |      |      |       |       | -7.9 | -8.1 | -8.5 | -8.4 |

## Estudis

### 2002-2005
Els Resultats de la balança fiscal de Catalunya amb l'administració central 2002-05. És un document publicat el 9 de juliol de 2008 per la Generalitat de Catalunya. Els membres que elaboraren el document foren: Núria Bosch, Joan F. Corona, Joan Carles Costas, Marta Espasa, Guillem López, Eduard Rius, Joan Ramon Rovira, Ramon Tremosa, Xavier Sala-i-Martín, Joaquim Solé i Vilanova, Maite Vilalta, Matias Vives i Antoni Zabalza. I en aquest document donen la seva versió de les balances fiscals entre Catalunya l'Estat (Administració Central), per als anys 2002-2005. Les conclusions per a aquest període són: 
|                                                                             | any 2002 | .. 2003 .. | .. 2004 .. | .. 2005 . |
| --------------------------------------------------------------------------- | -------- | ---------- | ---------- | --------- |
| Saldo (dèficit) Fiscal Brut (="Fluxos Monetaris")                           | -12.674  | -12.471    | -13.448    | -16.735   |
| Part proporcional de les Despeses centrals estatals, assignable a Catalunya | 2.784    | 2837       | 2.841      | 3395      |
| Saldo (dèficit) Fiscal Net (=Càrrega-Benefici")                             | -9.220   | -9.020     | -9.956     | -12.629   |
| Saldo Fiscal Net: % s/ PIB Català:                                          | 6,7 %    | 6,1 %      | 6,3 %      | 7,4 %     |

En resum, segons aquest estudi encarregat pel Departament d'Economia de la Generalitat, el dèficit fiscal net de Catalunya (és a dir, comptant la contribució o part proporcional assignable a Catalunya, segons població, de les despeses estatals centrals: Exteriors, defensa, institucions estatals i serveis centrals, contribució al pressupost de la Unió Europea, etc.) va oscil·lar entre els 9.020 milions d'euros l'any 2003 (xifra que representa un 6,1% del PIB català) i els 12.629 milions d'euros l'any 2005 (7,4% del PIB),